# Fritz Schreier
Fritz Schreier, auch Fred Schreier, (geboren 4. April 1897 in Wien, Österreich-Ungarn; gestorben 7. Juni 1981 in Kalifornien) war ein österreichischer Jurist und US-amerikanischer Ökonom.

## Leben
Fritz Schreier war ein Sohn des Emil Schreier und der Regina Schreier. Seine Eltern wurden im Ghetto Theresienstadt Opfer des Holocaust. Schreier war von 1915 bis 1918 Soldat im Ersten Weltkrieg. Er studierte Rechtswissenschaften an der Universität Wien und wurde 1920 promoviert. Danach studierte er  an der Universität Freiburg im Breisgau bei Edmund Husserl. 1925 habilitierte er sich für Rechtsphilosophie bei Hans Kelsen an der Universität Wien und lehrte danach als Privatdozent. Schreier verfasste rechtsphilosophische Werke, die die Reine Rechtslehre Kelsens mit der Philosophie Husserls verbinden sollten. 1929 eröffnete er eine Rechtsanwaltspraxis. Seit 1925 war Schreier mit Josefine Feldscharek verheiratet. 
Nach dem Anschluss Österreichs 1938 kam er am 2. April 1938 mit dem sogenannten Prominententransport in das KZ Dachau. Im September 1938 wurde er in das KZ Buchenwald überstellt, im November 1938 aus der Haft entlassen. Schreier floh im Dezember in die Schweiz, wo er beim emigrierten Kelsen in Genf arbeitete. 1941 gelang ihm die Überfahrt in die USA.
Schreier bildete sich zum Marketingfachmann weiter, schrieb unter dem Namen Fred Schreier Bücher zur Marktforschung und zum Marketing und war Direktor eines Marktforschungsinstituts in Philadelphia. Er wurde Professor am Brooklyn College in Norfolk. Gastprofessuren führten ihn an die University of California (1959), an das Technion nach Haifa (1963 bis 1966) und an die Santa Clara University in Kalifornien (1966/1967).

## Schriften (Auswahl)
- Grundbegriffe und Grundformen des Rechts: Entwurf einer phänomenologisch begründeten formalen Rechts- und Staatslehre. Wien : Deuticke, 1924
- Die Interpretation der Gesetze und Rechtsgeschäfte. Wien : Deuticke, 1927
- Schuld und Unrecht. Brünn : Rohrer, 1935
- Human motivation: probability and meaning. Free Press, Glencoe, Ill., 1957
- Modern marketing research; a behavioral science approach. Wadsworth Pub. Co, Belmont, Calif., 1963